# Top Player's Golf
Top Player's Golf est un jeu vidéo de golf développé et édité par SNK en 1990 sur Neo-Geo MVS, en 1991 sur Neo-Geo AES et sur Neo-Geo CD en 1994 (NGM 003),,.